# Høstutstillingen

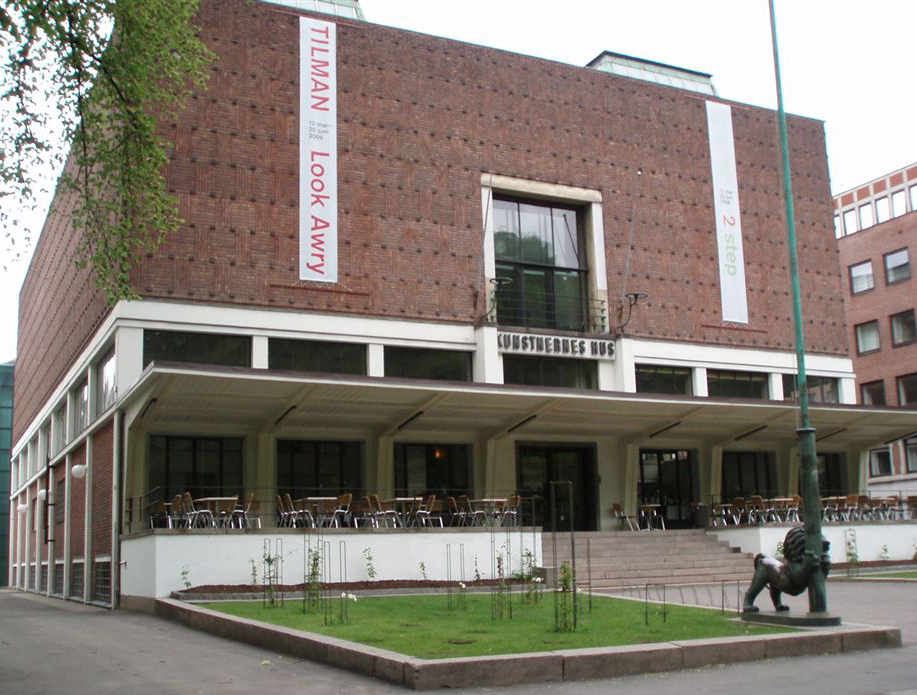
Høstutstillingen på Kunstnernes Hus i Oslo.

Høstutstillingen är en årlig konstutställning i Oslo. Uteslutande samtida alster ställs ut på utställningen.
Utställningen arrangerades första gången 1882. Målaren Christian Krohg var då en av initiativtagarna. Till de dominerande uttrycksformerna hör skulptur, teckning, grafik, textilkonst och måleri. Andra tekniker som foto, film, performance, ljudinstallation och videokonst förekommer allt mer. Mobiltelefonfoto är den senaste[när?] nya uttrycksformen som har representerats på utställningen.